# El Cisco
Pour plus de détails, voir Fiche technique et Distribution.
El Cisco est un western spaghetti italien réalisé par Sergio Bergonzelli, sorti en 1966.

## Synopsis
Un personnage mystérieux, nommé El Cisco, a été accusé d'un crime qu'il n'a pas commis. Avec l'aide d'un médecin, il feint d'être mort, jusqu'à ce qu'un adjoint au shérif corrompu et ses comparses l'arrêtent.

## Fiche technique
- Titre original : El Cisco
- Réalisateur : Sergio Bergonzelli
- Scénario : Sergio Bergonzelli, Paolo Lombardo
- Production : Graziano Fabiani, pour Epoca
- Genre : Western spaghetti
- Photographie : Aldo Greci
- Montage : Giacinto Solito
- Musique : Bruno Nicolai
- Costumes : Giovanna del Chiappa
- Maquillage : Angelo Roncaioli
- Format d'image : 2.35:1
- Durée : 97 minutes
- Pays :  Italie
- Distribution en Italie : Compass Film
- Année de sortie : 1966
- Date de sortie en salle en France : 27 mars 1968[1]

## Distribution
- William Berger : El Cisco
- George Wang : le chef de bande
- Antonella Murgia : Maria Pilar
- Lamberto Antinori : Mark Boston
- Tom Felleghy : Burt
- Consalvo Dell'Arte : Lowett